# Ain't It Fun
Ain't It Fun je skladba od americké rockové skupiny Paramore. Byla vydána jako čtvrtý a poslední singl, v rámci čtvrtého studiového alba Paramore (2013). 

## Nahrávání a vývoj
Vývoj písně začal v hotelovém pokoji, kde kytarista skupiny, Taylor York, vytvořil na syntezátoru úplnou novou zvukovou smyčku. Když si jí frontmanka skupiny Hayley Williams poslechla, přirovnala ji k dílům Siouxsie and the Banshees a Pauly Abdulové. Navrhla, že by se k ní měl napsat text. Později Hayley a Taylor začali vrstvit své hlasy, aby napodobili gospelový sbor. O šest měsíců později vytvořili nahrávku se šestičlenným sborem. Frontmanka uvedla, že píseň byla inspirována „kořeny skupiny“ a vysvětlila, že vyrostla se žánry jako pop, funk a soul.

## Žebříčky
| Stát               | Žebříček                          | Umístění |
| ------------------ | --------------------------------- | -------- |
| Austrálie          | ARIA (Austrálie )                 | 32       |
| Česko              | Rádio – Top 100                   | 25       |
| Česko              | Singles Digitál Top 100           | 51       |
| Finsko             | Rádio – Top 100                   | 25       |
| Irsko              | Irish Singles Chart               | 55       |
| Kanada             | Canadian Hot 100                  | 27       |
| Kanada             | AC                                | 21       |
| Kanada             | CHR/TOP 40                        | 14       |
| Kanada             | Hot AC                            | 8        |
| Maďarsko           | Mahasz                            | 4        |
| Mexiko             | Mexico Ingles Airplay             | 8        |
| Portugalsko        | Associação Fonográfica Portuguesa | 38       |
| Slovensko          | Singles Digitál Top 100           | 61       |
| Spojené království | UK Singles Chart                  | 147      |
| Spojené království | UK Rock & Metal                   | 3        |
| USA                | Billboard Hot 100                 | 10       |
| USA                | Hot Rock & Alternative Songs      | 1        |
| USA                | Adult Contemporary                | 11       |
| USA                | Adult Top 40                      | 1        |
| USA                | Pop Airplay                       | 2        |
| Venezuela          | Venezuela Pop/Rock Songs          | 11       |